# Coppa dei Campioni 1989-1990 (hockey su pista)
La Coppa dei Campioni 1989-1990 è stata la 25ª edizione della massima competizione europea di hockey su pista riservata alle squadre di club. Il torneo ha avuto inizio il 3 marzo e si è concluso il 23 giugno 1990.
Il titolo è stato conquistato dal Porto per la seconda volta nella sua storia.

## Squadre partecipanti
| Nazione        | Club         | Città                | Qualificazione                                                |
| -------------- | ------------ | -------------------- | ------------------------------------------------------------- |
| Belgio         | Kurink       | Hasselt              |                                                               |
| Francia        | La Vendéenne | La Roche-sur-Yon     | 1º in 1ere Division 1989, campione di Francia                 |
| Germania Ovest | Walsum       | Duisburg             | 1º in 1 Bundesliga 1989, campione di Germania Ovest           |
| Italia         | Roller Monza | Monza                | 2º in Serie A1 1988-1989, vince i play-off, campione d'Italia |
| Paesi Bassi    | Dennenberg   | Valkenswaard         | 1º in 1ª Klasse 1989, campione dei Paesi Bassi                |
| Portogallo     | Porto        | Porto                | 1º in 1ª Divisão 1988-1989, campione del Portogallo           |
| Spagna         | Igualada     | Igualada             | 1º in División de Honor 1988-1989, campione di Spagna         |
| Spagna         | Noia         | Sant Sadurní d'Anoia | Campione d'Europa in carica                                   |
| Svizzera       | Thunerstern  | Thun                 | 1º in Lega Nazionale A 1989, campione di Svizzera             |

## Risultati

### Primo turno
| Squadra 1    | Totale          | Squadra 2 | Andata | Ritorno |
| ------------ | --------------- | --------- | ------ | ------- |
| Roller Monza | 6 - 6 (0-3 dtr) | Porto     | 4 - 3  | 2 - 3   |

### Quarti di finale
| Squadra 1    | Totale | Squadra 2   | Andata | Ritorno |
| ------------ | ------ | ----------- | ------ | ------- |
| Dennenberg   | 7 - 13 | Thunerstern | 5 - 4  | 2 - 9   |
| Kurink       | 6 - 30 | Igualada    | 2 - 10 | 4 - 20  |
| La Vendéenne | 4 - 29 | Noia        | 4 - 12 | 0 - 17  |
| Porto        | 10 - 1 | Walsum      | 4 - 1  | 6 - 0   |

### Semifinali
| Squadra 1   | Totale | Squadra 2 | Andata | Ritorno |
| ----------- | ------ | --------- | ------ | ------- |
| Igualada    | 6 - 12 | Porto     | 4 - 8  | 2 - 4   |
| Thunerstern | 5 - 19 | Noia      | 4 - 5  | 1 - 14  |

### Finale
| Squadra 1 | Totale | Squadra 2 | Andata | Ritorno |
| --------- | ------ | --------- | ------ | ------- |
| Porto     | 11 - 2 | Noia      | 6 - 0  | 5 - 2   |

#### Andata
| Porto 6 giugno 1990 | Porto | 6 – 0 | Noia | Pavilhão Rosa Mota |

#### Ritorno
| Sant Sadurní d'Anoia 23 giugno 1990 | Noia | 2 – 5 | Porto | Pavelló de l'Ateneu Agrícola |